# Vlag van Oostzaan

vlag van de gemeente Oostzaan

De vlag van Oostzaan is op 22 oktober 1959 door de gemeenteraad vastgesteld als de gemeentelijke vlag van de Noord-Hollandse gemeente Oostzaan en wordt door Sierksma als volgt beschreven:
Zeven banen van geel en blauw waarvan de hoogten zich beurtelings verhouden als 2:1, met in de broektop een geel veld waarvan de hoogte en lengte zich verhouden als 3:2, en daarop een zwarte drietandige greep,met aan iedere tand een groene graszode.
Opmerking: niet vermeld is dat het gele veld in de broektop de hoogte heeft van de bovenste drie banen.
De vlag bestaat uit een geel vlak met daarop drie smalle blauwe banen, en in het kanton een geel vlak met daarin drietandige vork waaraan drie graszoden zijn gestoken. De kleuren en afbeelding zijn ontleend aan het gemeentewapen.

## Verwante afbeelding

Wapen van Oostzaan

Aalsmeer · Alkmaar · Amstelveen · Amsterdam · Bergen · Beverwijk · Blaricum · Bloemendaal · Castricum · Den Helder · Diemen · Dijk en Waard · Drechterland · Edam-Volendam · Enkhuizen · Gooise Meren · Haarlem · Haarlemmermeer · Heemskerk · Heemstede · Heiloo · Hilversum · Hollands Kroon · Hoorn · Huizen · Koggenland · Landsmeer · Laren · Medemblik · Oostzaan · Opmeer · Ouder-Amstel · Purmerend · Schagen · Stede Broec · Texel · Uitgeest · Uithoorn · Velsen · Waterland · Wijdemeren · Wormerland · Zaanstad · Zandvoort